# Fur Fighters
Fur Fighters (с англ. — «Мохна́тые бойцы́») — шутер от третьего лица первоначально выпущенный компанией Acclaim Entertainment для игровой приставки Sega Dreamcast в 2000 году, впоследствии был портирован на PlayStation 2, а также на Microsoft Windows и iOS. Игра была разработана фирмой Bizarre Creations и представляет собой шутер от третьего лица в мультяшном мире, населённом антропоморфными животными. Несмотря на присутствие в игре различного оружия, в ней отсутствует кровь, а убийства врагов представлены максимально не реалистично. В 2001 году была выпущена обновлённая версия игры для приставки PlayStation 2 с подзаголовком Fur Fighters: Viggo Revenge. 20 июля 2012 года компания Muffin Games, состоявшая из бывших сотрудников Bizarre Creations, объявила о портировании игры на iPad, которая получила новое название — Fur Fighters: Viggo on Glass.

## Сюжет
Сюжет игры посвящён отряду под названием Fur Fighters — шести животным ведущим борьбу против генерала Вигго, главного антагониста игры. В начале игры Вигго похищает членов семей отряда: он прячет их детей в различные части игрового мира и превращает супругов (или, в случае с Твиком, мать) в роботов-зверей. По ходу сюжета Fur Fighters спасают свои семьи и побеждают главного злодея.

## Игровой процесс
Задача игрока состоит в том, чтобы спасти всех детей размещённых на уровне и в конце победить босса. Как правило, младенцы спрятаны в заблокированные или недоступные изначально места, в связи с чем, игроку необходимо взаимодействовать с игровым миром и решать различные головоломки по ходу прохождения уровня (которых насчитывается шесть штук: New Quack City, Beaver Power, Cape Canardo, Dinotopolis, Anatat Tatanatat и Viggo A Gogo). Геймплей игры демонстрирует множество уникальных аспектов для схожих шутеров того времени, в частности, каждый уровень поделён на три огромные локации, которые, порой, требуют от игрока нескольких часов исследований для поиска всех младенцев (к примеру, на одном из уровней игрок путешествует по гигантской стройплощадке, в другом по нескольким областям большого города, одна из которых включает музей современного искусства.) В отличие от большинства экшн-игр подобного типа, Fur Fighters отличается системой, в которой игрок может взаимодействовать и переключаться между одним из шести бойцов отряда (для этого нужно найти специальную иконку с изображением животного). Каждый из бойцов имеет свои уникальные способности, за счет которых можно пройти определённые участки игровой локации. Так, дракончик Твик умеет летать, кошка Джульетта карабкаться по стенам, а огненный лис Чанг проходить в маленькие проёмы, недоступные для других персонажей. Кроме того, для каждого из шести персонажей была написана отдельная аранжировка основной музыкальной темы всех игровых уровней в Fur Fighters.

## Отзывы критиков
| Сводный рейтинг    | Сводный рейтинг | Сводный рейтинг | Сводный рейтинг | Сводный рейтинг |
| Издание            | Оценка          | Оценка          | Оценка          | Оценка          |
| Издание            | Dreamcast       | iOS             | PC              | PS2             |
| ------------------ | --------------- | --------------- | --------------- | --------------- |
| GameRankings       | 79,47 %         | N/A             | N/A             | 70,44 %         |
| Metacritic         | 80/100          | 69/100          | 74/100          | 64/100          |
| Иноязычные издания |                 |                 |                 |                 |
| Издание            | Оценка          | Оценка          | Оценка          | Оценка          |
| Издание            | Dreamcast       | iOS             | PC              | PS2             |
| AllGame            | [ 10 ]          | N/A             | N/A             | N/A             |
| Edge               | 8/10            | N/A             | N/A             | 8/10            |
| EGM                | 7,5/10          | N/A             | N/A             | 6/10            |
| Eurogamer          | 7/10            | N/A             | N/A             | N/A             |
| GameFan            | 87 %            | N/A             | N/A             | N/A             |
| Game Informer      | 7,75/10         | N/A             | N/A             | 6,5/10          |
| GamePro            | [ 19 ]          | N/A             | N/A             | N/A             |
| GameRevolution     | N/A             | N/A             | N/A             | C               |
| GameSpot           | 7/10            | N/A             | 6,1/10          | 7,3/10          |
| GameSpy            | 8,5/10          | N/A             | N/A             | 88 %            |
| GameZone           | N/A             | N/A             | N/A             | 8/10            |
| IGN                | 8,3/10          | N/A             | 8,3/10          | 4,5/10          |
| OPM                | N/A             | N/A             | N/A             | [ 30 ]          |
| Digital Spy        | N/A             | [ 31 ]          | N/A             | N/A             |

Оригинальная версия Fur Fighters для Dreamcast была тепло встречена прессой — получив по большей части «благоприятные» отзывы от игровых СМИ, в свою очередь, переиздание игры для ПК, наряду с Viggo Revenge и Viggo on Glass, получили «смешанные или средние отзывы».
Несмотря на то, что игра не имела большого коммерческого успеха и осталась почти незамеченной большинством геймеров того времени, критики почти повсеместно хвалили Fur Fighters за ее масштабность, проработанные уровни, тонкий юмор (с массой отсылок к реальной жизни) и внимание к деталям. Тот факт, что бессмысленное насилие не было единственным элементом геймплея, впечатлил как рецензентов, так и игроков, и игра стала культовой классикой. В попытке охватить более широкую аудиторию была выпущена обновлённая версия игры под названием Fur Fighters: Viggo's Revenge, для набирающей популярность платформы PlayStation 2. Портированная версия была принята прессой сдержанно, поскольку представляла собой незначительное обновление оригинальной игры с такими графическими добавлениями, как сел-шейдинг и новой переозвученной персонажей (также было добавлено несколько новых уровней для мультиплеера).